# Paradox dvou obálek

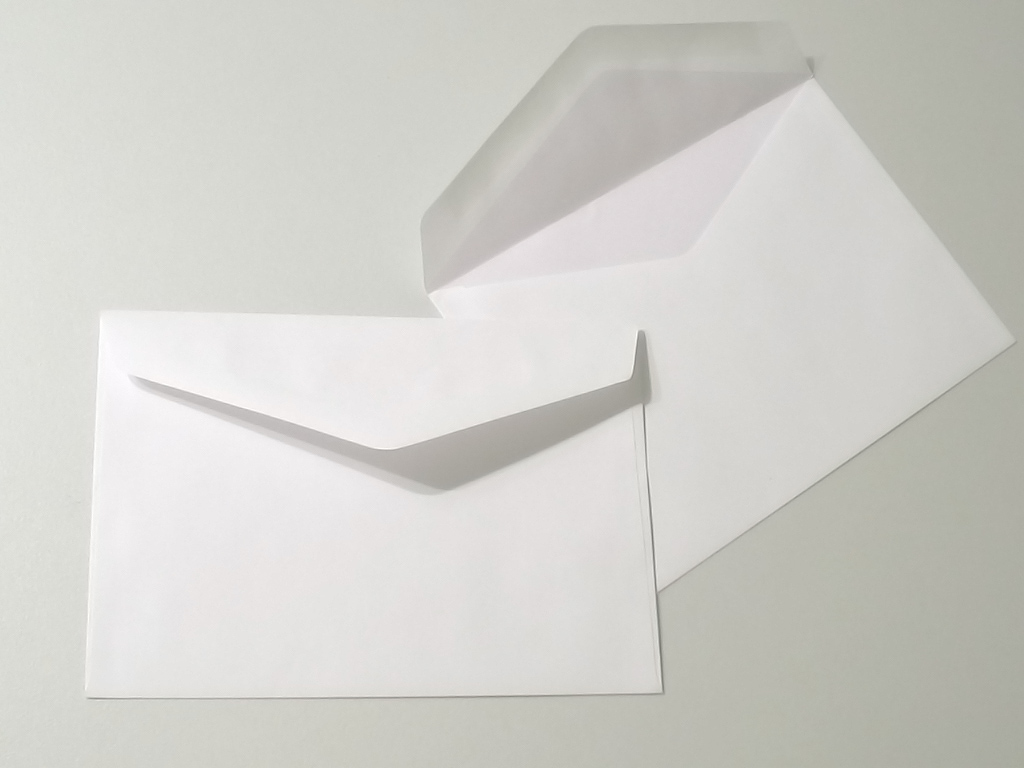
Paradox dvou obálek

Paradox dvou obálek nebo též obálkový paradox je problém považovaný za hádanku, logickou hříčku, filozofický problém, problém z oblasti teorie pravděpodobnosti, teorie optimálního rozhodování, či rekreační matematiky.

## Zadání problému
Jsou dvě navzájem nerozlišitelné obálky, v každé z nich je kladná suma peněz a to tak, že v jedné obálce je dvojnásobné množství peněz, než ve druhé. Můžete si vybrat libovolnou z obálek a ponechat si sumu, kterou daná obálka obsahuje. Náhodně si tedy jednu z obálek vyberete, ale předtím, než obálku otevřete, dostanete možnost vyměnit ji za druhou obálku.
Argument proč obálky vyměnit:
1. Částku ve vybrané obálce označíme A.
2. Pravděpodobnost, že A je menší z částek v obálkách je 1/2, a pravděpodobnost, že A je větší z částek v obálkách, je také 1/2.
3. Druhá z obálek může obsahovat buď částku A/2, nebo částku 2A.
4. Jestliže A je menší z částek v obálkách, pak druhá z obálek obsahuje částku 2A.
5. Jestliže A je větší z částek v obálkách, pak druhá z obálek obsahuje částku A/2.
6. Tedy druhá z obálek obsahuje částku 2A s pravděpodobností 1/2 a částku A/2 s pravděpodobností 1/2.
7. Takže střední hodnota částky ve druhé obálce je 
 
{\displaystyle {1 \over 2}(2A)+{1 \over 2}({A \over 2})={5 \over 4}A}
8. Toto je větší než A, v průměru se tedy dá na výměně obálek vydělat.
9. Po výměně obálek označíme obsah druhé obálky B a pokračujeme v úvahách stejným způsobem jako nahoře.
10. Závěr je, že nejracionálnější je znovu obálky vyměnit.
11. Z důvodu racionality tedy nemůžeme s vyměňováním obálek přestat.
12. Protože vypadá být mnohem racionálnější vzít si obsah libovolné obálky než bez přestání obálky vyměňovat, máme zde protimluv (paradox).

Problém spočívá v tom najít ve výše uvedené argumentaci chybu.

## Historie problému
Historie obálkového paradoxu se datuje nejméně do roku 1953, kdy belgický matematik Maurice Kraitchik publikoval ve své knize Rekreační matematika hádanku týkající se dvou stejně bohatých mužů, kteří se potkají a porovnávají své nádherné kravaty, dárky od svých manželek, dohadující se, která z nich stála více peněz. Je také zmíněn v knize o elementární matematice a matematických hádankách z roku 1953, kterou napsal matematik John Edensor Littlewood, jenž ji připsal fyzikovi Erwinu Schrödingerovi. Martin Gardner popularizoval Kraitchikovu hádanku ve své knize Aha! Gotcha z roku 1982, a to ve formě peněženkové hry:
Dva lidé, stejně bohatí, se potkají a sázejí se o obsah svých peněženek. Žádnému z nich není znám obsah peněženky toho druhého. Sázka spočívá v tom, že kdo má ve své peněžence méně peněz, obdrží také obsah peněženky toho druhého (v případě, že mají oba stejně, nestane se nic). Jeden z mužů může usuzovat: „Mám ve své peněžence částku A. To je maximum, co můžu ztratit. Jestliže vyhraji (pravděpodobnost 1/2), pak částka, kterou budu mít celkem, bude větší než 2A. Z tohoto důvodu je pro mě tato hra výhodná.“ Druhý člověk může usuzovat přesně stejným způsobem. Ve skutečnosti, kvůli symetrii, je hra spravedlivá. Kde je chyba v úvaze každého z nich?
V roce 1989 Barry Nalebuff uvedl současnou verzi paradoxu dvou obálek spolu s výpočtem střední hodnoty 5A/4. Martin Gardner nezávisle zmínil tuto verzi ve své knize Penrose Tiles to Trapdoor Ciphers and the Return of Dr Matrix z roku 1989. Od té doby byl problém uváděn nejčastěji ve formě paradoxu dvou obálek.
V současné podobě (zřejmě kvůli zvýšení atraktivity) body 8 až 12 výše zcela nepokrytě poukazují také na paradox Buridanova osla.

## Logická varianta problému
Logik Raymond Smullyan položil otázku, zda je skutečně paradox závislý na pravděpodobnostech. Přeformuloval proto problém tak, aby neobsahoval zmínku o pravděpodobnosti. Následující logické argumenty vedou k vzájemně si odporujícím závěrům:
1. Částku v obálce vybrané hráčem označme A. Výměnou obálek může hráč získat A, nebo ztratit A/2. Takže možný zisk je větší než možná ztráta.
2. Částky v obálkách označme Y a 2Y. Při výměně obálek může hráč získat Y nebo ztratit Y. Takže možný zisk je roven možné ztrátě.
3. Částku v obálce, kterou si hráč nevybral, označme B. Výměnou obálek může hráč získat B/2, nebo ztratit B. Takže možný zisk je menší než možná ztráta.

(Smullyan ve skutečnosti uvedl jen argumenty 1 a 2; argument 3 byl přidán později Jamesem Chasem, jenž byl první, kdo publikoval řešení logické varianty.)